# Krematorium v Karlových Varech
Krematorium v Karlových Varech se nachází v městské části Rybáře na hřbitově. Je součástí souboru staveb, ve kterých je zahrnuta také pohřební kaple jako kompromis mezi tradičními pohřby do země a pohřby žehem.

## Historie
Již ve 20. letech 20. století obec Rybáře u Karlových Varů uvažovala o výstavbě krematoria na svém území. Hlavním propagátorem této myšlenky byl předseda a poslanec Eugen de Witte. Obec zvažovala poskytnutí stavebního pozemku zdarma a zažádala o příspěvek u okresního zastupitelstva. Proti tomu vystoupili křesťanští socialisté a stavba tak byla odložena. Po zvolení nového zastupitelstva roku 1928 již stavba byla odsouhlasena, půjčku poskytl také spolek Krematorium a bylo zahájeno vypracování projektu. Sešly se dva návrhy - kromě realizovaného návrhu od architekta Langhammera také puristické-klasicistní návrh karlovarského architekta Rudolfa Welse (1882-1942).
Komplex staveb byl postaven v letech 1932 - 1933. Jako první se v dubnu započalo s výstavbou budovy krematoria. Na jaře roku 1933 byla hrubá stavba dokončena a 7. prosince téhož roku zkolaudována. Pohřební katolická kaple doplnila areál roku 1934. Stavební práce byly provedeny konsorciem Ing. Fischer a spol a Kubíček a Bayer, dohled nad pracemi měl přednosta městského úřadu inženýr Pollak.
Obřadní budova stojí v centru komplexu budov, k ní je kolmo po levé straně připojeno křídlo technické a po pravé straně křídlo správní. Průčelí budovy nad hlavním vchodem má kruhové okno a celá budova je kryta mírně sešikmenou sedlovou střechou. Holé pilíře nesou strop a krov. Hlavní vchod je přízemní, předsazený a prosklený, po obou stranách jej zdobí reliéfy.
Všechny vnitřní prostory jsou spojeny chodbou. Interiér obřadní síně je osvětlen horizontálními pruhy pásových oken umístěnými pod stropem, na zpěváckou tribunu vedou dvě boční schodiště.
Pohřební kaple má obdélný půdorys zakončený půkruhovou apsidou a půlválcovou zvonicí. Interiér je osvětlen po levé straně pěti vertikálními pásy oken. Puristická kaple a technické budovy mají nautické prvky - zábradlí, žebříky, stožáry a kulatá okna.